# Konferencja bliskowschodnia w Warszawie
Konferencja bliskowschodnia w Warszawie, oficjalnie Spotkanie ministerialne poświęcone budowaniu pokoju i bezpieczeństwa na Bliskim Wschodzie – współorganizowana przez Polskę i Stany Zjednoczone konferencja, która odbyła się w dniach 13-14 lutego 2019 roku w Warszawie.
Brało w niej udział ponad 60 państw.
Głównym jej celem było skonsolidowanie obozu amerykańsko-izraelskiego przeciwko Iranowi oraz ustanowienie platformy do rozmów o współpracy izraelsko-sunnickiej w tej kwestii, które doprowadziły do podpisania w 2020 roku Porozumień Abrahamowych. 
Odbyły się również panele dotyczące Jemenu, Syrii czy walki z Państwem Islamskim. 
Konferencji towarzyszyła antyreżimowa demonstracja organizowana przez Organizację Bojowników Ludowych Iranu.